# Johnny Rivers
Johnny Rivers, właśc. John Henry Ramistella (ur. 7 listopada 1942 w Nowym Jorku) – amerykański piosenkarz, kompozytor, autor tekstów i producent nagrań.
Sam nauczył się gry na gitarze. Na początku lat 60. XX w. osiadł w Los Angeles. W 1966 założył własną wytwórnię płytową, a wkrótce potem wydawnictwo muzyczne.
W latach 80. zwrócił się ku muzyce religijnej.
Najpopularniejsze nagrania: "Memphis", "Maybellene", "Mountain of Love", "Midnight Special", "Help Me Rhonda", "Swingin' to the Music".
Skomponował m.in. utwór "I'll Make Believe" dla Ricka Nelsona.